# Розенберг, Александр Михайлович
Алекса́ндр Миха́йлович Розенбе́рг (1886, Плоцк, Плоцкая губерния — 10 сентября 1937, Москва) — русский и советский предприниматель польского происхождения. Являлся техническим секретарём Русско-французского анонимного акционерного общества, находившегося в Павловском Посаде, затем работал в Дедовской мануфактуре.

## Биография

### Ранняя жизнь и образование
Родился в 1886 году в Плоцке, в семье петроковского мещанина (впоследствии купца) Маркуса (Мордки) Яковлевича Розенберга (1853, Петроков — 1926, Лодзь) и Суры-Ривки (Саломеи) Израиль-Яковлевны Розенберг (в девичестве Оберфельд; 1858, Плоцк — 1939, Лодзь), которые заключили брак в Плоцке в 1877 году. Первые годы его жизни прошли в селе Косемин Серпецкого уезда Плоцкой губернии, где его отец служил управляющим имением. Когда мальчику стало семь лет, родители с Александром и тремя его сёстрами вернулись в Плоцк. Там отец стал работать специалистом по зерну у хлеботорговца, а Александр пошёл в начальную школу, после окончания которой потом два года проучился в гимназии.
В 1897 году семья переехала из Плоцка в Лодзь. Александр поступил в мануфактурное промышленное училище, однако закончить его не успел, так как его, как семиклассника, отчислили за участие в ученических беспорядках. В течение следующего года Розенберг давал уроки и готовился к квалификационным экзаменам. Сдав их в 1906 году в Плоцке экстерном в кадетском корупсе, Александр отправился в Париж и был принят без экзаменов на физико-математическое отделение Парижского университета, которое окончил летом 1909 года.
Однако Александра Розенберга тянуло к профессии инженера. Техническое образование в Париже ему было не по карману, и поэтому юноша отправился в Москву, где поступил в Московское Высшее техническое училище. Чтобы прокормить себя, он давал уроки.

### Предпринимательская деятельность
За два года до выпуска в 1910 году, он прочитал в газете объявление, где было указано, что директору Русско-французского анонимного акционерного общества, находящегося в Павловском Посаде, требуется технический секретарь, владеющий французским языком. Александра Михайловича, как образованного студента и будущего инженера, приняли охотно, хотя и не по рекомендации. Директором фабрики являлся его соотечественник Чеслав Яковлевич Бейн.
После окончания института и до 1918 года А. М. Розенберг продолжал работать у Ч. Я. Бейна, который в 1912 году был назначен директором председателем правления новой Дедовской мануфактуры с главным управлением в Париже. За 8 лет совместной работы Розенберг и Бейн стали близкими друзьями. Фабрикант Бейн по достоинству оценивал профессиональные качества своего молодого коллеги, относился к нему с широким персональным доверием.
Розенберг работал в правлении Дедовской мануфактуры под руководством Чеслава Бейна вплоть до 1918 года, когда предприятие было национализировано. Критикуя новое правительство, Бейн уехал во Францию, оставив Розенбергу на сохранение две комнаты своей квартиры с дорогой мебелью, архивом и большей частью своего имущества, поскольку считал свой отъезд временным. Экс-директор, прощаясь с членами правления, говорил, что фабрику надо сохранить. В то время готовились к изданию два тома его книги «Сельфактор», и поэтому Бейн попросил Розенберга «не бросать» это издание.
Переписка Александра Розенберга с Чеславом Бейном продолжалась до 1920 года. Через некоторое время Розенберг узнал, что Бейн переехал из Франции в Польшу, где стал руководителем Жирардовской фабрики. В 1926 году Розенберга отправили в служебную командировку от треста «Кардолента», где он тогда работал, для закупки оборудования. В Варшаве он встретился с Бейном.
С 1918 по 1927 год работал инженером в правлении хлопчатобумажных предприятий, куда входили 7 фабрик, включая Дедовскую, затем в Мостекстиле, в производственном отделе московского Совнархоза, в трестах «Суконный куст» и «Кардолента».

### Аресты
Первый арест Розенберга произошёл в 1927 году. Ему предъявили обвинение в «злоупотреблении по службе» и получении взятки и приговорили к девяти годам лишения свободы. В 1931 году Александра Михайловича досрочно освободили, после чего он стал работать в тюремной системе инженером-текстильщиком (вероятно, это было условием его досрочного освобождения). Последним местом работы Розенберга стала производственно-исправительная колония № 1 Управления НКВД, где он занимал пост заместителя начальника текстильного производства.
Перед арестом 1937 года пришло донесение из УНКВД по Московской области. В нём сообщалось, что в 1933 году Розенберг был арестован ОГПУ «за валюту» и что он, «по агентурным сведениям, настроен к Советской власти отрицательно, рассказывает антисоветские анекдоты, высказывает недовольство». Об этом эпизоде 1933 года известно немного. Из материалов дела видно, что Розенберг был арестован за хранение и использование спрятанной им после отъезда Бейна валюты и за любые действия, запрещённые советским законодательством. Сам по себе этот доклад говорит о том пристальном внимании к выходцам из Польши, которое НКВД проявляло накануне «польской операции».
3 августа 1937 года Розенберг был арестован в третий и последний раз по обвинению в «контрреволюционной вредительской шпионской деятельности». Розенберг был обвинён по связи с Бейном, «капиталистом и отъявленным врагом Советской власти», в причинении вреда «по его заданию». К этому преступлению в глазах следователей НКВД добавились и другие: поляк по национальности, «письменная связь с замужними сёстрами» и 80-летней матерью, проживавшими в Польше, «стремление нелегально перейти в Польшу к своим родственникам».

### Казнь
7 сентября 1937 года Комиссия НКВД СССР и Прокурор СССР приговорили Александра Михайловича Розенберга к смертной казни за «участие в контрреволюционной террористической организации». Расстрелян 10 сентября 1937 года в возрасте 51 года. Похоронен на Новом Донском кладбище.
12 июля 1957 года посмертно реабилитирован.

## Личная жизнь
Жена — Анна Дмитриевна Бибанова, дочь владельца типографии из Иваново-Вознесенска. В 1914 году приехала в Москву и успела пройти два курса на медицинском факультете Московского университета. А. М. Розенберг женился на ней в 1917 году, когда ей был 21 год.
Была арестована 13 сентября 1937 года. Во время следствия она содержалась в Бутырской тюрьме. В обвинительном заключении указывалось, что, «проживая с мужем врагом народа, <…> разделяла его контрреволюционные взгляды, не сообщила соответствующим органам о его контрреволюционной работе и сама занималась контрреволюционной деятельностью».
27 сентября 1937 года Особое совещание при НКВД СССР приговорило Анну Розенберг к восьми годам лагерей усиленного режима. Её жалобы о пересмотре дела были признаны необоснованными. Анна Дмитриевна полностью отбыла свой срок и в 1945 году была освобождена с запретом на проживание в некоторых городах. Попытки узнать о судьбе мужа также не увенчались успехом. В письме прокурору от 5 января 1956 года с просьбой пересмотреть дело Розенберга она описывает, что ей пришлось пережить:
Арестована не дома, а обманным путём, была вызвана на улицу каким-то незнакомым человеком, якобы сообщить мне что-то о муже. Сына моего в это время дома не было. Я ушла – на девять лет. Меня искали по улицам, в моргах, близкие обивали пороги справочных НКВД, но справок не давали. Больше года я ничего не знала о сыне, была на грани безумия, сначала <…> в темниковских лагерях, затем этапировали в сегежские, потом в карагандинские лагеря. Я прошла тяжёлый путь. Несла непосильную работу на проклад[ке] оросительного канала, зимой при 35⁰ [мороза] отбивала кайлом мороженый грунт, летом на полевых работах. Голодала, болела пеллагрой. И всё не знала, за что страдаю, за что был взят мой муж?
В 1956 году Военный трибунал Московского военного округа признал незаконным репрессирование А. Д. Розенберг и постановил прекратить дело против неё «за отсутствием состава преступления».
Получив справку о реабилитации своего мужа Александра Розенберга, Анна Дмитриевна обратилась в КГБ с просьбой выдать свидетельство о его смерти. По узаконенным правилам тех лет ей была выдана фальшивая справка о смерти Розенберга в местах заключения 12 декабря 1942 года «от упадка сердечной деятельности». В 1991 году из КГБ СССР в ЗАГС Фрунзенского района был передан приказ: исправить дату смерти с 12 декабря 1942 года на 10 сентября 1937 года, а причину смерти поставить следующую: «расстрел».
Скончалась 6 мая 1970 года.
Сын — Александр Александрович Розенберг. Родился в 1919 году. После ареста отца его, как 18-летнего студента Московского гидромелиоративного института, отчислили из вуза. Дальнейшая судьба неизвестна.